# 巴黎动物园
巴黎动物园（法語：parc zoologique de Paris），也叫文森动物园（zoo de Vincennes），坐落于法國巴黎市文森森林内，隶属于国家自然历史博物馆。动物园占地14.5公顷，包括一座65米高的石制假山以及一个占地4000平方米的热带植物温室。